# Galangal

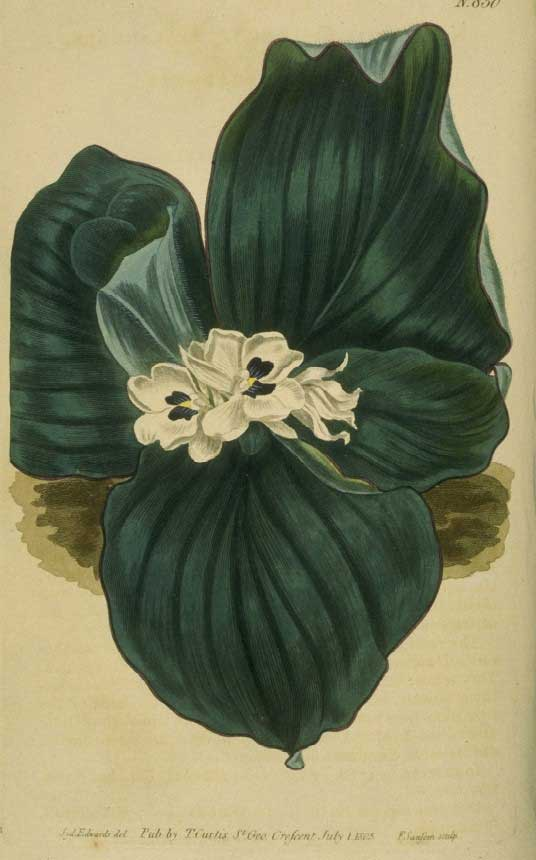
Kaempferia galanga.

Galangal (en malayo lengkuas, en mandarín 高良薑 (tradicional)/高良姜 (simplificado) "Gāoliáng jiāng", cantonés lam keong), conocido también como "jengibre azul", es un rizoma con usos tanto culinarios como medicinales. Es muy conocido en las cocinas asiáticas y, aunque hoy en día apenas es empleado en las cocinas europeas, en la Edad Media era muy empleado como especia en diferentes recetas. El empleo medieval de esta raíz como especia alcanzó su punto álgido en Europa en el siglo XIV y ya se encuentra entre las especias encargadas en el S. IX por la Abadía de Corbie

## Miembros del género
La palabra galangal, o su variante galanga, es el nombre común de todos los miembros del género Alpinia, pero se puede decir que se refiere a cuatro plantas, todas ellas en Zingiberaceae:
- Alpinia galanga o Calangal Mayor, utilizada en la cocina tailandesa.
- Alpinia officinarum, denominada también galanga menor, usada en la medicina medieval popular en Europa y el mundo árabe, propagada por Hildegarda de Bingen y en la Edad Moderna por la autora de naturopatía austriaca Maria Treben.
- Kaempferia galanga, denominada también galangal de cultivo o jengibre de tierra, utilizado en la cocina indonesia, malaya y holandesa (denominada kencur o kentjur).
- Boesenbergia rotunda, denominada también jengibre chino o raíces dedos, utilizada en la cocina camboyana.

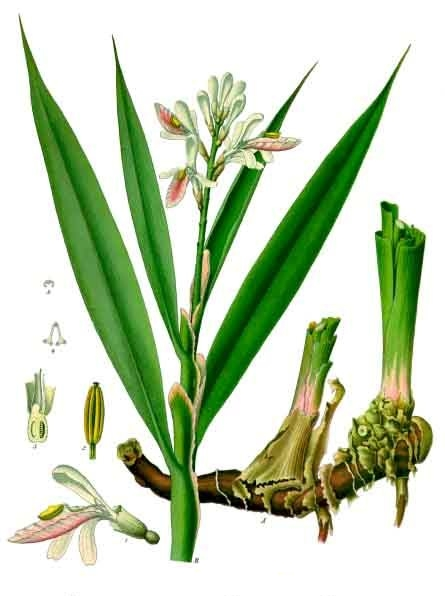
Alpinia officinarum.